# 建设乡 (青冈县)
建设乡，是中华人民共和国黑龙江省绥化市青冈县下辖的一个乡。

## 行政区划
建设乡下辖以下地区：
双信村、双丰村、双生村、双德村、双义村、双庆村、双富村、新茂村、新发村、新立村、新合村和新胜村。